# Nephilingis cruentata
Espèce
Synonymes
- Aranea cruentata Fabricius, 1775
- Epeira diadela Walckenaer, 1841
- Epeira brasiliensis Walckenaer, 1841
- Epeira azzara Walckenaer, 1841
- Nephila genualis Gerstäcker, 1873
- Nephila borbonica mossambicensis Karsch, 1878
- Nephila cruentata chiloangensis Strand, 1918

Statut de conservation UICN

 LC  : Préoccupation mineure
Nephilingis cruentata est une espèce d'araignées aranéomorphes de la famille des Araneidae.

## Distribution

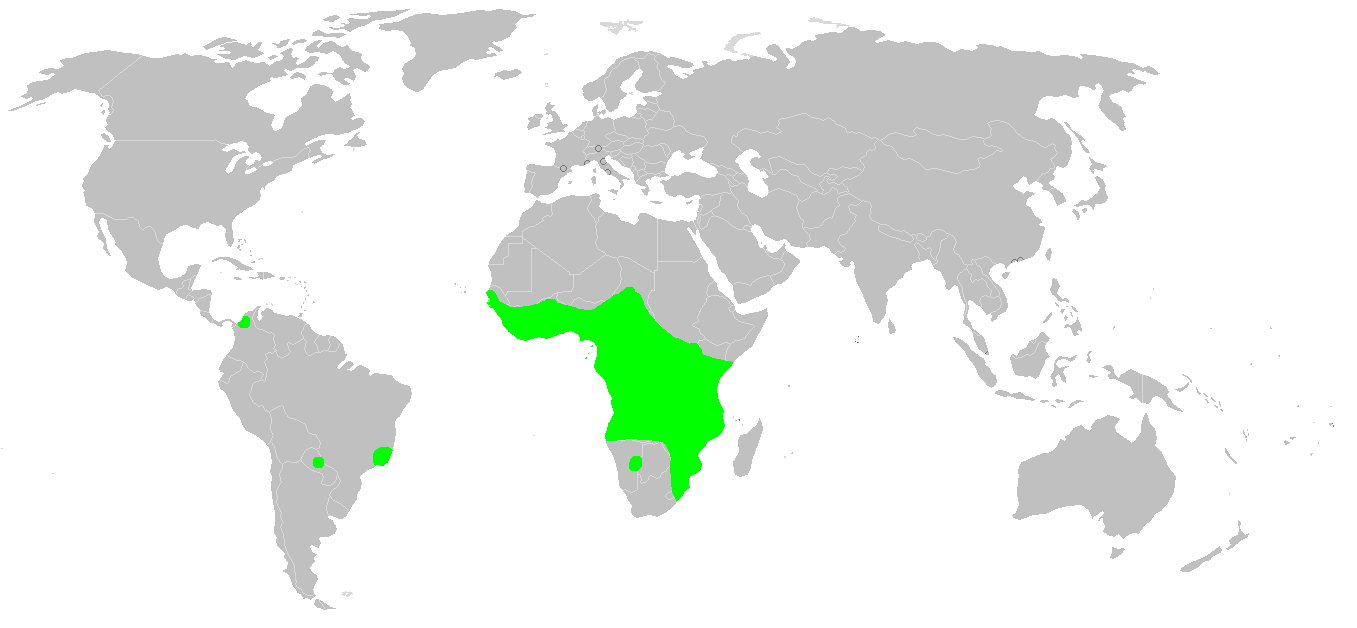
Distribution

Cette espèce est originaire d'Afrique subsaharienne.
Elle a été introduite en Amérique du Sud et dans les îles de l'océan Indien.

## Description

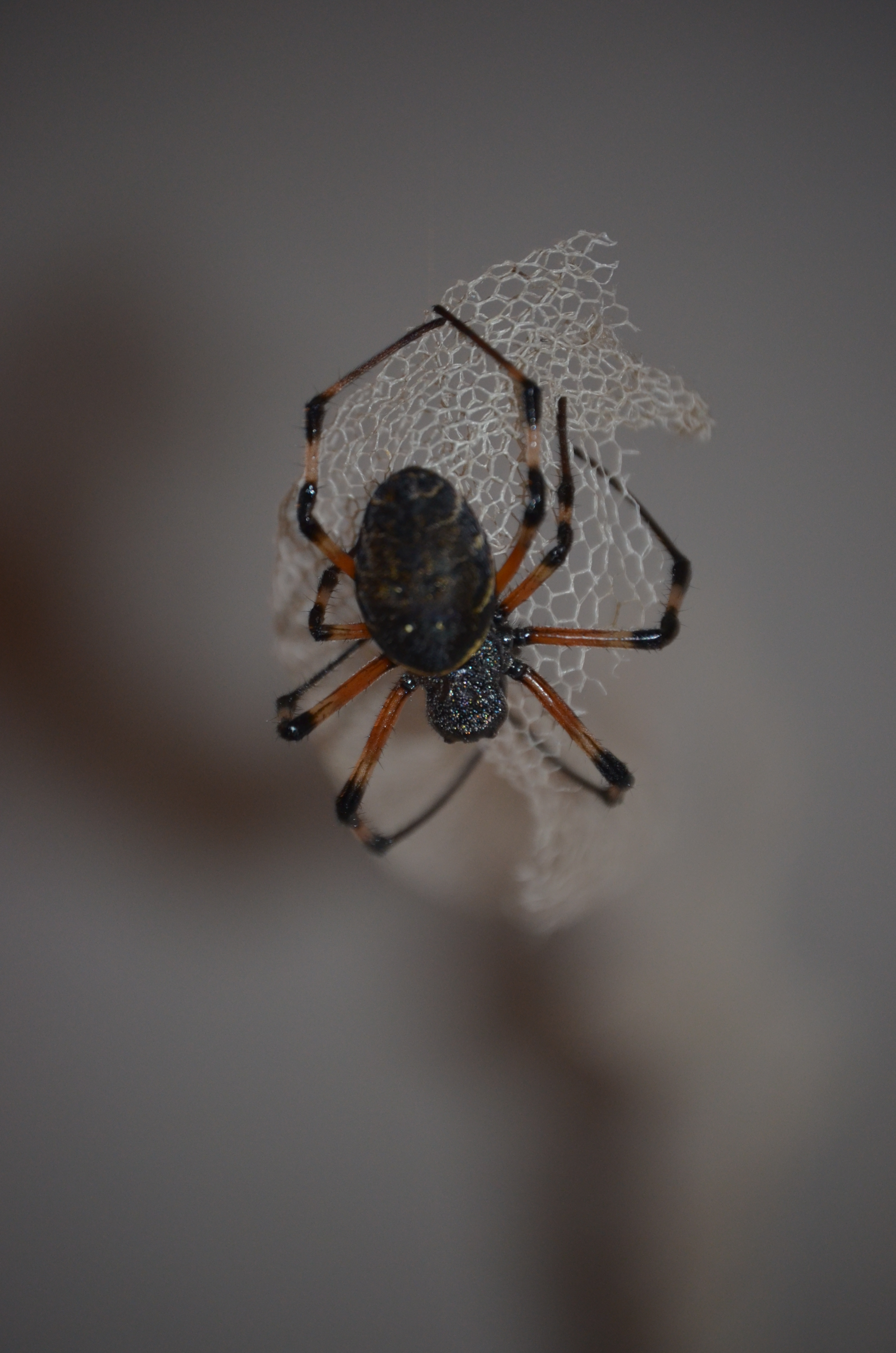
Nephilingis cruentata ♀

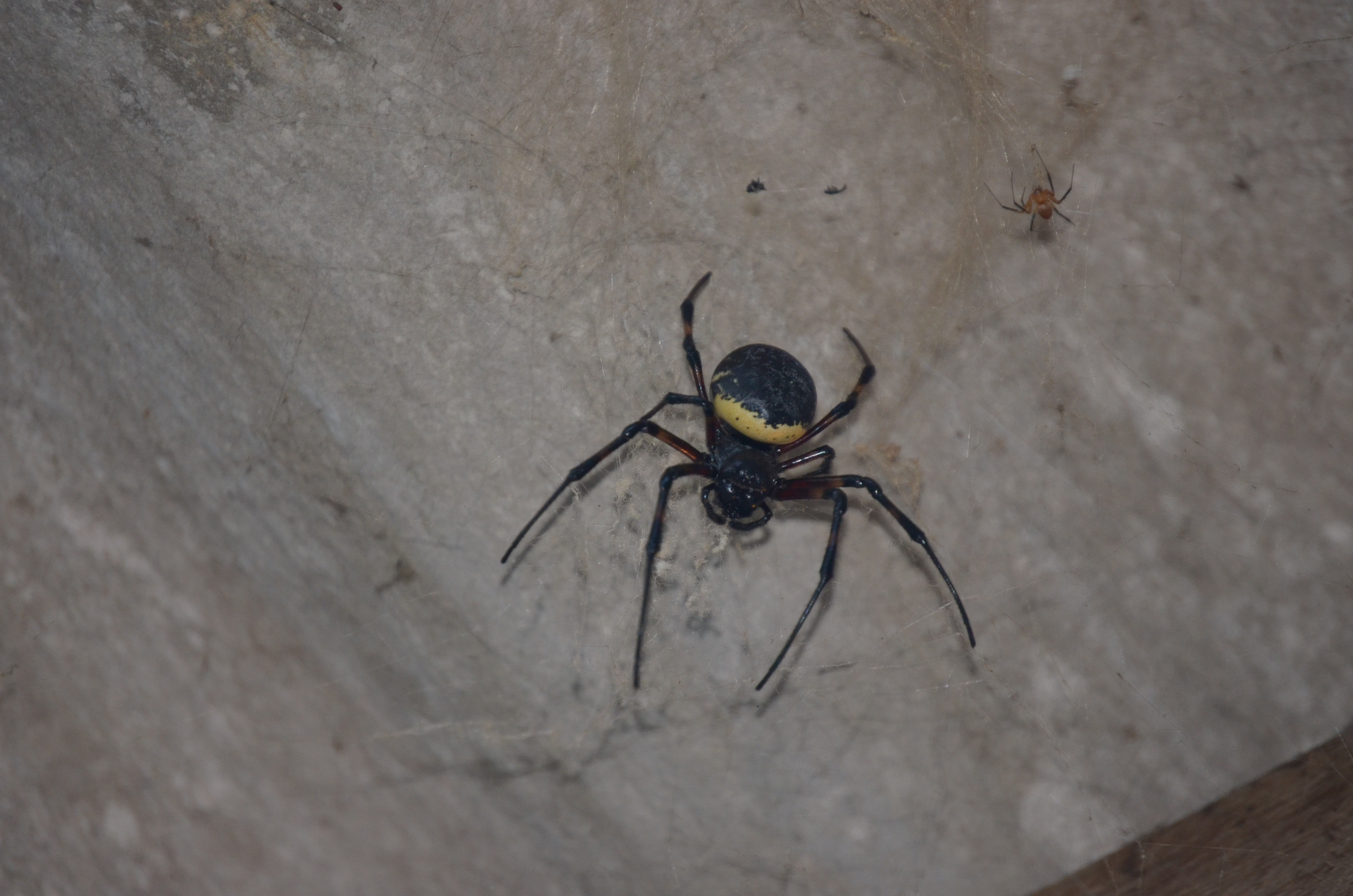
Nephilingis cruentata ♂

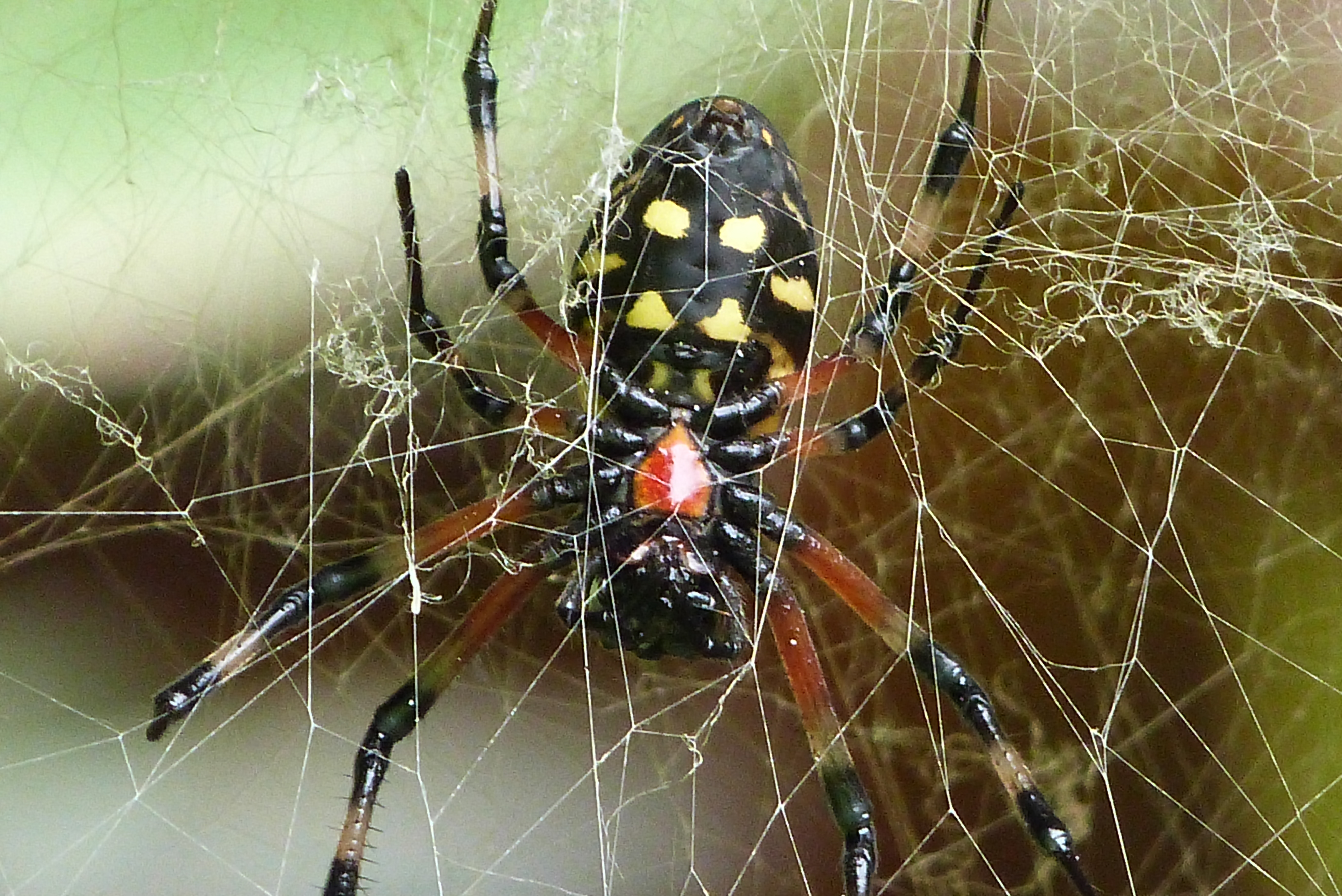
Nephilingis cruentata

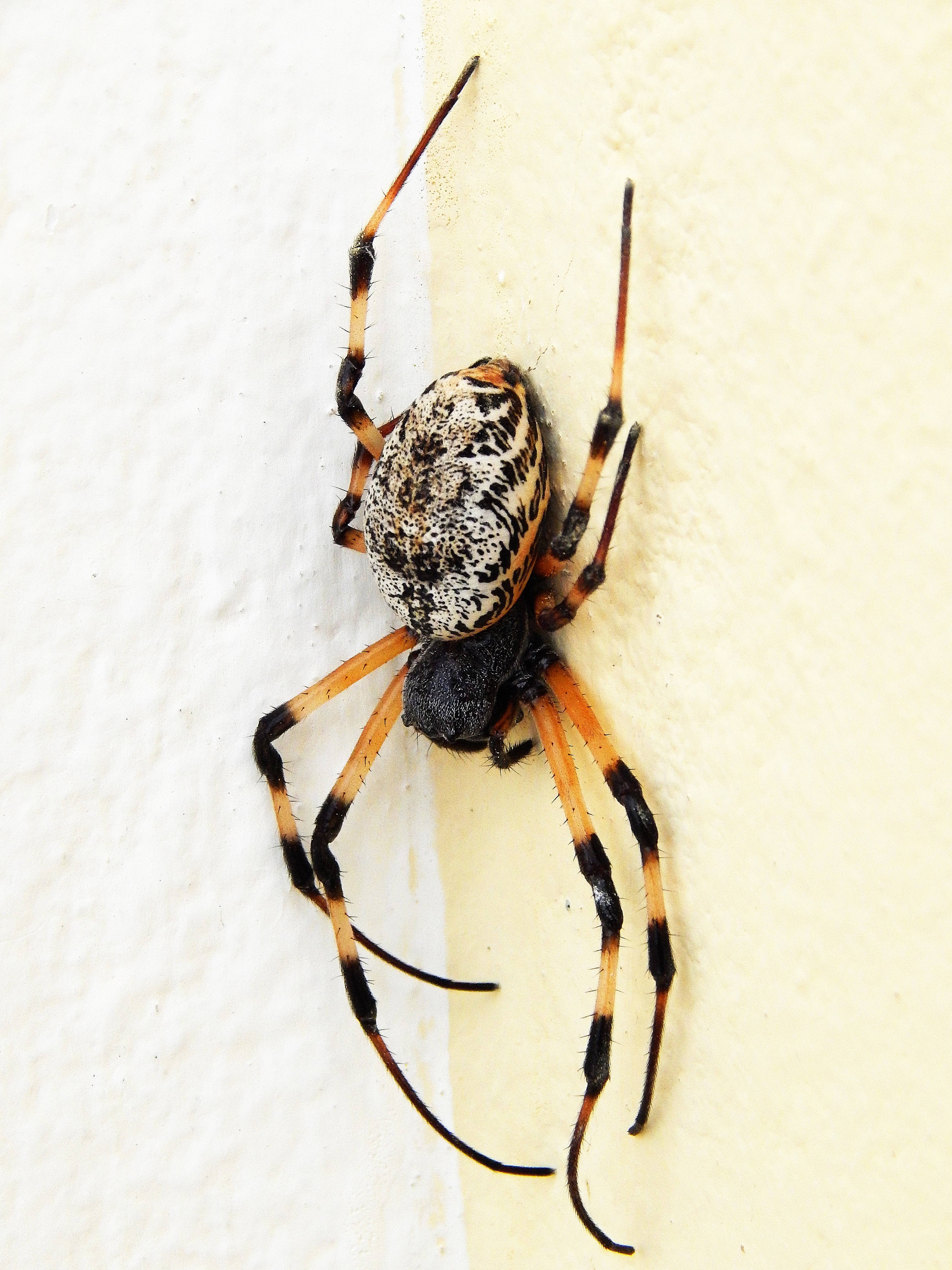
Nephilingis cruentata

Le mâle décrit par Kuntner en 2007 mesure 3,9 mm et la femelle 23,9 mm, les mâles mesurent de 3,1 à 3,9 mm et les femelles de 17,4 à 28,0 mm.

## Systématique et taxinomie
Cette espèce a été décrite sous le protonyme Aranea cruentata par Fabricius en 1775. Elle est placée dans le genre Nephilengys par Simon en 1887 puis dans le genre Nephilingis par Kuntner, Arnedo, Trontelj, Lokovsek et Agnarsson en 2013.
Epeira diadela, Epeira brasiliensis et Epeira azzara ont été placées en synonymie par Simon en 1887.
Nephila borbonica mossambicensis a été placée en synonymie par Dahl en 1912.
Nephila cruentata chiloangensis a été placée en synonymie par Levi et Eickstedt en 1989.

## Publication originale
- Fabricius, 1775 : Systema entomologiae, sistens insectorum classes, ordines, genera, species, adiectis, synonymis, locis descriptionibus observationibus. Flensburg and Lipsiae, p. 1-832.